# Кара Ходжали
Кара Ходжали (на македонска литературна норма: Кара Хоџали) е бивше село в централната част на Северна Македония.

## География
Селото е било разположено в южното подножие на Конечката планина (Серта), на пътя Неготино - Щип.

## История
В XIX век Кара Ходжали е турско село в Щипска кааза на Османската империя. Според статистиката на Васил Кънчов („Македония. Етнография и статистика“) от 1900 година Кара Оджали има 190 жители, всички турци.
След Междусъюзническата война в 1913 година селото остава в Сърбия.
На етническата си карта от 1927 година Леонард Шулце Йена показва Кара Ходжали (Kara Hodžali) като турско село.